# بيت الرازقي (بني العوام)

تعديل مصدري - تعديل

بيت الرازقي هي إحدى قرى عزلة قطعة الصرابي بمديرية بني العوام التابعة لمحافظة حجة، بلغ تعداد سكانها 62 نسمة حسب تعداد اليمن لعام 2004.